# Ferma de la Les Collettes, Cagnes
Ferma de la Les Collettes, Cagnes este o pictură în ulei pe pânză de la începutul secolului al XX-lea, realizată de artistul francez Pierre-Auguste Renoir. Lucrarea se află în colecția Metropolitan Museum of Art.
Tabloul înfățișează ferma din Cagnes-sur-Mer, pe coasta mediteraneană din sudul Franței, unde Renoir a fost forțat să se mute în 1908 pentru a ajuta la atenuarea efectelor artritei reumatoide. Deși în pictură este înfățișată ferma originală, Renoir locuia de fapt într-o casă nou construită în altă parte a moșiei.